# 2000
Évszázadok: 19. század – 20. század – 21. század
Évtizedek: 1950-es évek – 1960-as évek – 1970-es évek – 1980-as évek – 1990-es évek – 2000-es évek – 2010-es évek – 2020-as évek – 2030-as évek – 2040-es évek – 2050-es évek
Évek: 1995 – 1996 – 1997 – 1998 –  1999 – 2000 – 2001 – 2002 – 2003 – 2004 – 2005

## Események
- 2000-ben 6,2 millió ember hunyt el rákbetegségben. 3 millió ember hunyt el az AIDS vírus miatt.

### Január
- január 1.
  - Bár sokan világméretű számítógépes összeomlásra számítottak, a 2000. év problémája végül nem okozott komoly bajokat.
  - Kezdetét veszi a magyar államiság ezeréves évfordulója alkalmából meghirdetett millenniumi év. A Nemzeti Múzeumból az Országházba szállítják át a Szent Koronát és a koronázási jelvényeket.
  - Újra igényelhetővé válik a gyermekgondozási díj (GYED), megújul a személy-azonosító igazolvány (kártya).
  - Vlagyimir Putyin Oroszország megbízott elnöke.
  - Létrejön a Szent István Egyetem.
- január 2.
  - A magyar államiság ezredik évfordulóján a kormány az ország valamennyi önkormányzata számára fehér alapon arannyal hímzett millenniumi díszzászlót készíttet. Az első zászlót Bajót község veszi át Orbán Viktor miniszterelnöktől.
  - A dél-egyiptomi Dar es-Salaam városban kijárási tilalmat rendelnek el, miután a muzulmán és a kopt (keresztény) vallású lakosok közti összetűzésekben 16 keresztény meghal.
- január 3.
  - Járványos agyhártyagyulladás Magyarországon. Eddig 34 beteg szorult kórházi kezelésre, négyen életüket vesztették.
  - Ügyészségi vizsgálat indul Helmut Kohl volt német kancellár ellen, aki a gyanú szerint több millió márka adományt fogadott el pártja javára.
  - Moammer Kadhafi líbiai diktátor kijelenti, hogy Izraelnek nincs jövője arab környezetben. Palesztina a zsidók temetője lesz. A zsidók jobban tennék, ha Alaszkában (USA) alapítanának államot.
- január 4. – Az orosz hadsereg elfoglalja a csecsen főváros, Groznij központját.
- január 5. – Egy öngyilkos merénylő 11 embert ölt meg Srí Lanka fővárosában.
- január 7. – Hat megyei közigazgatási hivatal vezetőjének megbízatását vonja vissza a miniszterelnök, helyükre egy tavalyi pályázat alapján a koalíció által támogatott vezetőket nevez ki.
- január 10–12. – 60 órás országos általános sztrájkot tartanak a vasutasok. A munkabeszüntetés ideje alatt nem sikerül megállapodni a MÁV-nak és a szakszervezeteknek a bérfejlesztésről és a kollektív szerződésről.
- január – 300 civilt ejtett túszul 10 fegyveres férfi egy thaiföldi kórházban. A túszokat hamar kiszabadították, a túszejtőket pedig megölték.
- január 15. – Egy belgrádi szállodában ismeretlen tettesek megölik Željko Ražnatović szerb nacionalista vezért.
- január 20. – Heves harcok kezdődtek a csecsenföldi Groznijban.
- január 26. – A kölcsönös ratifikáció után életbe lép a – Borisz Jelcin orosz és Aljakszandr Lukasenka belorusz elnök által 1999. december 8-án, Moszkvában aláírt – Belarusz és Oroszország államszövetségéről szóló szerződés.[1]
- január 30. – Romániában gátszakadás következtében nagy mennyiségű cianid- és nehézfémtartalmú szennyvíz kerül a Zazar patakba, majd a Lápos és a Szamos folyókon keresztül a Tiszába. A ciánszennyezés felmérhetetlen károkat okoz a folyók élővilágában.

### Február
- február 4. – Leteszi az esküt Ausztria új, jobboldali kormánya.
- február 4. – Az oroszok elfoglalják a csecsen fővárost.
- február 15. – Véget ér a vasutasok eddig leghosszabbra sikeredett, 326 órás munkabeszüntetése.
- február 17. – Megjelent a Windows 2000.
- február 21. – 2 és fél év működés után megszűnt a TV3 kereskedelmi csatorna. A megszűnés oka: felvásárolta az SBS a TV2 tulajdonosa.

### Március
- március 12. – II. János Pál pápa a Szent Péter téren bemutatott szentmisén ünnepélyesen bocsánatot kér mindazoktól, akik ellen a keresztények, a történelem során, bűnöket követtek el.
- március 17. – Legalább ötszáz ember halt meg Ugandában, mikor egy szekta tagjai felgyújtották magukat.
- március 21. – II. János Pál pápa első hivatalos látogatása Izraelbe, ahol meglátogatja a Jad Vasem holokauszt-emlékhelyet és a Siratófalat.
- március 26. – Vlagyimir Putyin nagy fölénnyel megnyeri az orosz elnökválasztást.[2]
- március 27. – Az IRA nem nyilatkozik a leszerelés menetrendjéről, válaszul London felfüggeszti a tartományi kormányt.
- március 29. – A magyar kormány bemutatja új gazdasági programját, ami Széchenyi-tervként válik ismertté.

### Április
- április 3. – Az Amerikai Egyesült Államokban útjára indul a geocaching játék.
- április 11. – A kereszténység második millenniuma alkalmából a Konstantinápolyi ortodox egyházban I. Bartholomaiosz (I. Bertalan) egyetemes pátriárka  vezetésével Konstantinápolyban a 2000. április 11-én hozott szentté avatási bullával szentté emelik Szent István királyt és Szent Hierotheosz püspököt.
- április 14. – Oroszország ratifikálja az Egyesült Államokkal még 1993-ban kötött START II. szerződést, melyben vállalta a hadászati támadófegyverek számának csökkentését.
- április 15. – A honvédelmi miniszter (Szabó János) megalapítja a Magyar Honvédség Őr- és Biztosító Zászlóaljat.

### Május
- május 7. – Hivatalba lép Oroszország elnökeként Vlagyimir Putyin.
- május 20–21. – Millenniumi repülőnapok Kecskeméten.
- május 26. – A Magyarok Világszövetsége Csoóri Sándor leköszönése után Patrubány Miklóst választja meg elnökének.
- május 28. - Baján biciklizés közben eltűnik a 11 éves Till Tamás.

### Június
- június 6. – a Magyar Országgyűlés Mádl Ferencet választja meg köztársasági elnöknek.[3]
- június 10. – Háfez Asszad szíriai elnök halála, helyét a fia veszi át.
- június 13. – a Magyar Országgyűlés elrendeli a Kommunizmus Áldozatainak Emléknapja középfokú oktatási intézményekben való évenkénti megünneplését

### Július
- július 4. – Lövöldözés Budapesten a Teréz körúton. Egy férfi (Bódi Zsolt) a McDonald’s étteremben két embert agyonlőtt, kettőt pedig megsebesített.
- július 25. – Kéthetes tárgyalás után kudarccal végződik a Camp Davidben tartott izraeli-palesztin béketárgyalás.
- július 29. – Újból megnyitották a Kemencei Állami Erdei Vasutat, immár Kemencei Erdei Múzeumvasútként.

### Augusztus
- augusztus 4. – Hivatalába iktatják Mádl Ferenc köztársasági elnököt.
- augusztus 5. – Meghal rákban az Obi-Wan Kenobit megszemélyesítő angol színész, Alec Guinness.
- augusztus 10. – Mogyoród külterületén ideiglenes jelleggel létrejön az első magyarországi türelmi zóna.
- augusztus 11. – Hazahozták Oroszországból Toma Andrást, az utolsó magyar hadifoglyot.
- augusztus 12. – A Kurszk orosz atom-tengeralattjáró – fedélzetén 118 tengerésszel – elsüllyed a Barents-tengeren.[2]
- augusztus 20. – A kereszténység második millenniuma alkalmából a magyar millennium évében Budapesten a Szent Jobb körmenet előtt a Szent István bazilika-konkatedrális előterében I. Bartholomaiosz (I. Bertalan) egyetemes pátriárka jelenlétében megbízott metropolitája felolvassa és kihirdeti az Isztambulban (Konstantinápolyban) 2000. április 11-én hozott azon szentté avatási bullát, amellyel a Konstantinápolyi ortodox egyházban szentté emelik Szent István királyt és Szent Hierotheosz püspököt.
- augusztus 20. – Megkezdi adását a Pannon Rádió.
- augusztus 22. – Az első A Nemzet Színésze, illetve a Nemzet Színésznője díj átadása.
- augusztus 26. – Megrendezik az első Budapest Parádét.
- augusztus 27. – Tűzvész pusztít az osztankinói tévétoronyban, Moszkvában.

### Szeptember
- szeptember 22. – Rómában II. János Pál pápa fogadja a magyar államfőt és miniszterelnököt.
- szeptember 23. – Ittzés János dunántúli evangélikus püspök és Dr. Weltler János egyházkerületi felügyelő hivatali beiktatása a győri evangélikus Öregtemplomban. Ezzel újjászületik az 1952-ben felszámolt Nyugat-Dunántúli Evangélikus Egyházkerület.
- szeptember 24. – A jugoszláv elnökválasztás első fordulójában az ellenzék jelöltje legyőzi Slobodan Miloševićet.
- szeptember 28. – Kitör a második intifáda, miután a palesztinok provokációként élték meg, hogy Aríél Sárón izraeli kormányfő ellátogatott a Mecsetek terére.[4]

### Október
- október 1. – A haderőreform részeként, a 12. vegyes légvédelmi rakétaezred jogutódjaként – Győr helyőrségben – megalakul a 12. légvédelmi rakétadandár.[5]
- október 5. – A Szívek szállodája című sorozat első epizódjának a vetítése az amerikai The WB adón.
- október 7. – János luxemburgi nagyherceg lemondását követően fia, Henrik foglalja el a nagyhercegi trónt.[6]
- október 12. – Kipattan a Székely-ügy.
- október 26. – A Fidesz kilép a Liberális Internacionáléból és belép az Európai Néppártba.

### November
- november 1. – Az ENSZ tagja lesz Szerbia
- november 2. – Megérkezik a Nemzetközi Űrállomásra az első állandó személyzet, és azóta is folyamatosan laknak a fedélzetén.
- november 7. – Elnökválasztás az USA-ban, George W. Bush a győztes (a következő év január 20-án lép hivatalba).
- november 16. – Bill Clinton amerikai elnök az amerikai elnökök között elsőként a kommunista Vietnámba látogat
- november 16. – Az EU-csatlakozási tárgyalások brüsszeli főtárgyalói fordulóján ideiglenesen lezárják Magyarországgal a szociálpolitikával és a foglalkoztatással kapcsolatos joganyagrészt, amelyben Magyarország először kap átmeneti mentességet.

### December
- december 11. – Nizzában az Európai Unió vezetői elfogadják az Alapvető jogok európai kartáját.
- december 15. – Végleg leállítják a Csernobili atomerőmű IV-es blokkját, ezzel teljesen leáll az erőmű termelése.
- december 19. – A magyar Országgyűlés elfogadja a 2001-2002. évre vonatkozó költségvetést.
- december 31. – Véget ér a 2. évezred.

## Az év témái

### 2000 a tudományban
- november 2. – Megérkezik a Nemzetközi Űrállomásra az első állandó személyzet, és azóta is folyamatosan laknak a fedélzetén. Ezzel megvalósul az állandó emberi jelenlét a világűrben.

### 2000 az irodalomban
- Somlyó György: Philoktétésztől Ariónig 1–2. (válogatott tanulmányok), Jelenkor
- Lois Lowry: Valahol, messze

### 2000 a zenében
- 30Y megalakul Pécsett
- Alejandro Fernandez: Entre Tus Brazos
- Alice Deejay: Who Needs Guitars Anyway?
- All Saints: Saints & Sinners
- AD Studio: A nap szerelmese
- Alcazar: Casino
- A Touch of Class: Planet Pop
- Auth Csilla: Minden rendben
- Anastacia: Not That Kind
- Alizée: Gourmandises
- Joe Cocker: No Ordinary World
- Atomic Kitten: Right Now
- ATB: Two Worlds
- Backstreet Boys: Black & Blue
- Balázs Fecó: A csönd évei
- Balázs Klári: Az új évezred szerelme
- Baby Sisters: Lesz, ami lesz
- Bon-Bon: Időutazás (1995-2000)
- Betlehem csillaga – rockopera
- Tátrai Band: Tátrai legenda
- Bery: Egyedül
- Betty Love: Repülj tovább
- Britney Spears: Oops!… I Did It Again
- Craig David: Born to Do It
- Zámbó Jimmy: Karácsony Jimmyvel
- Christina Aguilera: Mi reflejo / My Kind of Christmas
- Chris Norman: Full Circle
- Coldplay: Parachutes
- Cher: Not Commercial
- Debelah Morgan: Dance with Me
- Dolly Roll: Könny és mosoly (Dolly) / Simogass Napsugár - válogatás
- Duran Duran: Pop Trash
- Enigma: The Screen Behind the Mirror
- Emilia Rydberg: Emilia
- Eminem: The Marshall Mathers LP
- Enya: A Day without Rain
- Help: Gondolatok
- Crystal: Két utazó
- No Doubt: Return of Saturn
- Eros Ramazzotti: Stilelibero
- Fresh: Add Meg Magad!
- Fűszál együttes: megalakul, első koncert Kolozsváron december 8-án
- Green Day: Warning
- Jazz+Az: Ez meg mi?!
- Jamelia: Drama
- HIM: Razorblade Romance
- Desperado: Kívánhatsz bármit
- Iron Maiden: Brave New World
- Jay Chou: Csou Csie-lun tung ming csuan csi (Jay)
- Kovács Kati: Kincses sziget
- Kovács Ákos: Ikon koncert / Hűség
- Kozmix: Angyal
- Kylie Minogue: Light Years
- Limp Bizkit: Chocolate Starfish and the Hot Dog Flavored Water
- Lionel Richie: Renaissance
- Linkin Park: Hybrid Theory
- Madonna: Music
- Manhattan: Best Of Manhattan
- Madison Avenue: The Polyester Embassy
- Mauro Picotto: The Album
- Motörhead: We Are Motörhead
- ’N Sync: No Strings Attached
- Nightwish: Wishmaster, Deep Silent Complete
- Nelly: Country Grammar
- Nelly Furtado: Whoa, Nelly!
- Pap Rita: Zenevarázs
- Paula Abdul: Greatest Hits
- Pa-dö-dő: Egyveleglemez / Retyetye / Vi ár femili
- Passion Fruit: Spanglish Love Affairs
- Picasso Branch: Picasso Branch 2. / Várj!
- Pink: Can’t Take Me Home
- Pearl Jam: Binaural
- Pink Floyd: Is There Anybody Out There? The Wall Live 1980-81
- Placebo: Black Market Music
- Roger Waters: In the Flesh: Live
- Ricchi e Poveri: I grandi successi originali
- Ricky Martin: Sound Loaded
- Romantic: Romantic
- Robbie Williams: Sing When You’re Winning
- Sade: Lovers Rock
- Sean Paul: Stage One
- Sinéad O’Connor: Faith and Courage
- Sonique: Hear Me Cry
- Sárközi Anita: Csak a vágy...
- Scooter: Sheffield
- Snoop Dogg: Tha Last Meal
- Shakira: Shakira: MTV Unplugged
- Sugababes: One Touch
- Spice Girls: Forever
- Szandi: Dúdold a szív dallamát
- Yonderboi: Shallow and Profound
- Thalía: Arrasando
- The Black Eyed Peas: Bridging the Gap
- The 69 Eyes: Blessed Be
- Toni Braxton: The Heat
- TNT: Három
- United: Az első...
- Unisex: Unimix 2.
- Vanessa Paradis: Bliss
- Vengaboys: The Platinum Album
- Vanessa Amorosi: The Power
- Veled, uram! – rockopera
- Venus – A világ közepén
- V-Tech: Álmodoztam
- V.I.P.: Csak Neked
- Westlife: Coast to Coast
- Whitney Houston: Whitney: The Greatest Hits

### 2000 a sportban
- szeptember 15. – október 1. XXVII. Nyári olimpiai játékok Sydney, Ausztrália, 200 ország részvételével.
- 2000-es Formula–1 világbajnokságot megnyeri Michael Schumacher (aki ezzel a sikerrel harmadszorra lett világbajnok) 108 ponttal. Mögötte Mika Häkkinen végzett 89 ponttal, akit pedig a másik McLaren-es pilóta, David Coulthard követett 73 ponttal.
- A Dunaferr SE nyeri az NB 1-et. Ez a klub első bajnoki címe.

### 2000 a televízióban
- 2000-ben indult el a világhírű Szívek szállodája című tévéfilmsorozat.
- 2000. február 29-én elindult Magyarországon a Legyen Ön is milliomos! című vetélkedő
- 2000. március 20-án indult el magyar szinkronnal a világhírű Vad angyal című argentin teleregény a TV2 kereskedelmi csatornán.
- 2000. május 8-án tűzte műsorra a TV2 kereskedelmi csatorna a Soñadoras – Szerelmes álmodozók című mexikói telenovellát.

### 2000 a kriminalisztikában
- Teréz körúti lövöldözés
- Till Tamás-gyilkosság

## Születések
- január 20. – Tyler Herro amerikai kosárlabdázó
- február 20. – Milák Kristóf magyar úszó
- április 6. – Kovács Zsófia magyar tornász
- április 9. – Jackie Evancho amerikai énekesnő
- április 25. – Kun Zita magyar atléta († 2013)
- június 19. – Vít Krejčí cseh kosárlabdázó
- június 27. – Michael Houlie ifjúsági olimpiai bajnok dél-afrikai úszó
- július 11. - Manuel magyar rapper
- augusztus 7. – Dylan Vork holland műugró
- augusztus 17. – Lil Pump amerikai rapper
- szeptember 29. – Jaden McDaniels amerikai kosárlabdázó
- október 14. – Zsóri Dániel magyar labdarúgó
- október 25. – Szoboszlai Dominik magyar labdarúgó
- október 31. – Manuel Martos ifjúsági olimpiai bronzérmes spanyol úszó
- november 8. – Jasmine Thompson brit énekesnő, dalszerző
- november 20. – Connie Talbot angol gyermekénekes
- november 24. – Kiss Tamás magyar labdarúgó
- december 7. – Keszthelyi Vivien magyar autóversenyző

## Nobel-díjak
| Fizikai            | Zhores I. Alferov orosz, Herbert Kroemer német és Jack Kilby amerikai fizikusok |
| Kémiai             | Alan Heeger amerikai, Alan G. MacDiarmid új-zélandi-amerikai és Hideki Shirakawa japán kémikusok                                                                                           |
| Orvosi-fiziológiai | Arvid Carlsson svéd és Paul Greengard valamint Eric Kandel amerikai orvosok |
| Irodalmi           | Kao Hszing-csien kínai író |
| Béke               | Kim De Dzsong politikus, Dél-Korea elnöke, „a demokráciáért és emberi jogokért végzett munkájáért Dél-Koreában és Kelet-Ázsiában, valamint különösen az Észak-Koreával való megbékélésért” |
| Közgazdasági       | James J. Heckman és Daniel L. McFadden amerikai közgazdászok |